# Beneficencia Portuguesa de Porto Alegre
La Beneficencia Portuguesa de Porto Alegre es una institución hospitalaria filantrópica brasileña ubicada en la ciudad de Porto Alegre, Brasil. Se ubica en el barrio Independencia. En 1977, su histórico edificio fue incluido por la Alcaldía en el inventario de Bienes Inmuebles de Valor Histórico y Cultural y de Expresiva Tradición.
Fundada en 1854, se convirtió en una de las instituciones de salud más tradicionales de la ciudad pero en la década de 1990 entró en una larga crisis. En el 2022 fue declarada en quiebra con una deuda laboral de 250 millones de reales. Ese mismo año, el hospital dejó de funcionar y el poder judicial decretó el remate de sus instalaciones para cubrir la deuda.